# Narodni park Rapa Nui
Narodni park Rapa Nui je narodni park na seznamu Unescove svetovne dediščine na Velikonočnem otoku v Čilu. Rapa Nui je polinezijsko ime Velikonočni otok; špansko ime je Isla de Pascua. Otok leži v jugovzhodnem Tihem oceanu na jugovzhodnem delu polinezijskega trikotnika. Otok je Čile prevzel leta 1888. Njegova slava in status svetovne dediščine izhajajo iz 887 stoječih kipov, znanih pod imenom "moai", katerih nastanek pripisujejo zgodnjim prebivalcem Rapa Nui, ki so naselili otok okrog leta 300. Velik del otoka je bil razglašen za Narodni park Rapa Nui, ki ga je 22. marca 1996 Unesco določil za območje svetovne dediščine s kulturnimi merili (i), (iii) in (v). Park je pod upravnim nadzorom Corporación Nacional Forestal (CONAF), ki zagotavlja pravno varstvo celotne površine otoka. Ker Velikonočni otok nima dovolj sredstev za ohranjanje svoje naravne dediščine, sta vlada Čila in Narodni svet spomenikov zagotovila finančno podporo za prizadevanja za ohranjanje.

## Geografija
Geografsko izolirani otok tvori vzhodno geografsko in kulturno mejo Polinezije . Je 3700 km zahodno od Čila, približno 2200 km vzhodno od otoka Pitcairn (najbližji naseljen otok) in je najbolj oddaljena naseljena točka na Zemlji. Park je trikotne oblike, dolg je 23 km in širok 11 km.  Park je lokacija izumrle megalitske kulture, ki jo vidimo v obliki velikih kamnitih kipov, imenovanih "moai", izdelanih iz vulkanskih kamnin. Topografija vključuje vulkane in strmo obalo . Višina se spreminja od morja do 300 m. Ima kraterska jezera, vulkanske kraterje in obalo, ki je podvržena eroziji.
Park ima od oktobra do aprila toplo subtropsko podnebje z jugovzhodnimi vetrovi. Povprečna letna količina padavin je 1250 mm, z dežjem v zimski sezoni. Povprečna temperatura se giblje od 19 ° C pozimi do 24 ° C poleti. 

## Zgodovina
Ljudstvo Rapa Nui so naselili otok okoli leta 300 . Park je leta 1935 ustanovila čilska vlada. Domačini so bili omejeni na rezervat, območje tik pred glavnim mestom Hanga Roa, ostalo zemljišče pa je bilo dano v zakup ovčerejcem. Gibanje za neodvisnost se je začelo leta 1964 in zakup ovčerejcev se je končal v 1980-ih, ko je bil celoten otok razglašen za zgodovinski park. Prebivalstvo otoka, leta 1972 jih je bilo 2770, se je do leta 2002 povečalo na 3792, večinoma v glavnem mestu.
Otok je leta 1888 prišel pod upravni nadzor Čila. 

## Kultura
Moai v parku so različnih višin od 2 do 20 metrov. Vulkanske kamnine v kamnolomu so značilni rumenkastorjavi vulkanski tufi, ki jih najdemo le na Ranu Raraku na jugovzhodni strani otoka. Nekateri moai so bili izklesani tudi iz rdeče žlindre. Obredna svetišča, kjer so postavljeni za daritev, so znana kot ahu. Izjemno veliki in oblikovani so običajno postavljeni blizu obale in vzporedno z njo. Številni nedokončani moai so tudi v kamnolomih. Proizvodnja in prevoz 887 kipov velja za izreden dosežek in fizični podvig. Moaije so obnovili leta 1950 . Obdobje med letoma 1837 in 1864 je bilo kritičen čas, ko so bili zaradi neznanih razlogov vsi stoječi kipi prevrnjeni (verjetno med plemenskimi boji), čeprav malo poškodovani. Nato so bili ponovno obnovljeni z mednarodno pomočjo in vrnjeni na prvotne položaje. Moai predstavlja »najbolj spoštovane prednike, ki so verjeli, da bi podeliti mani živim voditeljem« mani "živim voditeljem. V parku je tudi nekaj kamenčkov in slik. 
Kult človek ptica je nadomestil moai kult, ki je bil osredotočen v Orongu na obrednem kraju Mata Ngarau. Lokacija je na nadmorski višini 250 metrov, na ozkem grebenu med oceanom in globokim kraterjem vulkana Rano Kau, ki je nazadnje izbruhnil pred približno 150.000 do 210.000 leti.
Najstarejši prebivalci otoka so ga imenovali Te Pito o TeHenua (popek / konec sveta). Prvi Evropejec, ki je odkril otok, je bil nizozemski raziskovalec Jacob Roggeveen na Velikonočno nedeljo 1722. Zato ga je poimenoval Velikonočni otok. Opazil je, da so bili prebivalci iz treh skupin: »temno obarvani, rdečih odtenkov in zelo blede kože z rdečimi lasmi« . 
V 19. stoletju je tahitski obiskovalec, ki je mislil, da je otok podoben otoku Rapa, vendar je bil večji (nui pomeni velik), dal polinezijsko ime Rapa Nui. V Čilu otok imenujejo Isla De Pascua v španščini za Velikonočni otok.

## Prostoživeče živali in rastline
Ker je bil otok izoliran, ima veliko endemičnih vrst živali in rastlin. Park je v kategoriji IUCN II v jugovzhodni Polineziji. Njegova biogeografska in ekološka zgodovina se je zelo spremenila od tistega, kar je obstajalo v starodavnih dneh, ko so tu rastle palme in listnat gozd. Preden so se Polinezijci nastanili tukaj v 4. stoletju, je otok imel obsežen gozdni pokrov dreves, grmovnic, praproti in trave. Otok je zdaj skoraj povsem gol z le nekaj okrasnih dreves in grmovja, razpršenih po otoku.

### Rastlinstvo
Od 150 zabeleženih rastlinskih vrst je 45 endemičnih. Vendar pa otok v glavnem pokriva trava s tremi endemičnimi vrstami. V antičnih časih je bila edina vrsta drevesa, ki je bila tu najdena, Sophora toromiro, ki je zdaj izumrla; to je vrsta, povezana s čilsko palmo Jubaea chilensis. V otoški stepi vegetacijo sestavljata večinoma vrsti Stipa (bodalica) in Nassella. Druge zabeležene vrste so uvožene vrste. Med grmičevji je še vedno prisotna slezovka hau hau (Triumfetta semitriloba), vendar na otoku ni vidna broščevka Coprosoma spp. Les zdaj izumrle palme Jubaea je bil uporabljen za izdelavo naprav za prevoz velikih kamnitih kipov. Ugotovljeno je bilo z ogljikom, da je ta vrsta dreves obstajala na otoku do 17. stoletja. Pašniki so avtohtoni in štiri od 15 navedenih vrst so endemične: Doodia paschalis, Polystichum fuentesii, Elaphoglossum skottsbergii in Thelypteris espinosae. Triumfetta semitriloba, ki je veljala za izumrlo vrsto na otoku, je bila tu še leta 1988. Po nedavnem poročilu (1991) je poleg 166 vrst rastlin zabeleženih 46 avtohtonih rastlinskih vrst, vključno devet endemičnih vrst. V spodnjem delu kraterja Rano Raraku so tudi visoki rogoz in Scirpus tautara, ki so jih verjetno vnesli pomorščaki iz Južne Amerike. 

### Živalstvo
Edini otoški sesalci glodalci in zveri. Zapisani plazilci so tri vrste morskih želv in dva kopenska kuščarja, gekon Lepidodactylus lugubris in skink  Ablepharus boutoui poecilopleurus. Na otoku najdemo štiri vrste ptic - tri kopenske in eno morsko. To so: burnica Fregata nubor, grahasti tropik Phaethon rubricauda in Kermadeški švigavec (Pterodroma neglecta). |V parku, ki nima povezav z južnoameriškimi vrstami, poročajo o treh vrstah mikro metulja; eden od teh je Asymphorodes trichogramma. 

## Zaščita
Invazivne rastline so bile uvedene za pašo živine. Gozdni požari so skupna značilnost, ki ogrožajo preostale domorodne rastlinske vrste. Arheološke raziskave kažejo, da je teren izpostavljen poškodbam zaradi erozije in priliva turistov.
Čeprav so leta 1935 razglasili narodni park, se prvi načrt upravljanja (s strani CONAF) ni izvajal vse do 1980-ih. Zaradi neustreznega financiranja je bilo ohranjanje na začetku na mednarodnih agencijah za ohranjanje na nižji ravni, da bi zagotovile finančno in tehnično podporo. Čile je odgovoril z ustanovitvijo Odbora za spomenike Rapa Nui, ki je omogočil sprejemanje ukrepov neodvisno od vlade. Svetovni sklad za spomenike se je začel ukvarjati leta 1968 z Unesco-jem, ki je pozneje priznal lokacijo kot svetovno pomemben kulturni spomenik. Z letalskim prevoznikom (letališče, zgrajeno leta 1965, razširjeno leta 1985) med Čilom in otokom se je več znanstvenikov zanimalo za dediščino otoka, opravljalo raziskave o različnih vidikih do tedaj neobdelane kulture .. Glede na slaba finančna sredstva Velikonočnega otoka je vlada Čila in Državni svet spomenikov zagotovil finančno podporo za prizadevanja za ohranjanje. 
Park je pod upravnim nadzorom Corporación Nacional Forestal (CONAF), ki zagotavlja pravno varstvo celotne površine otoka.
Ohranitveno vrednost narekujejo arheološke raziskave pomembne nematerialne vrednosti otoške kulturne dediščine. Načrt upravljanja, ki ga je pripravila uprava parka, je usmerjen v te arheološke raziskave. Coniranje parka je potekalo v skladu z razvrstitvijo neopredmetenega območja, primitivnega območja, obsežnega območja uporabe, službe in območja CONAF (1976) in območja posebne uporabe. Harmonična mešanica ohranitvenih dejavnosti na območjih rezervata (vključno monoliti in strukture) s kmetijskimi dejavnostmi, živinorejci, sadovnjaki in tradicionalnimi ribiškimi območji se je razvila v integriranih načrtih upravljanja za otok. Upravljanje parka je v pristojnosti Oddelka za varstvo pri Nacionalni gozdarski družbi Čila (CONAF). 

## Sestrski park
- Narodni park Teide (Tenerife, Španija).[14][15]

## Galerija
- Spomenik na Rapa Nui
- Rapa Nui
- Tukuturi, moai na Rano Raraku
- Zunanja brežina vulkana Rano Raraku, kamnolom moaijev z mnogimi nepopolnimi kipi..
- Rano Raraku vulkan iz juga